# مورمون‌ها

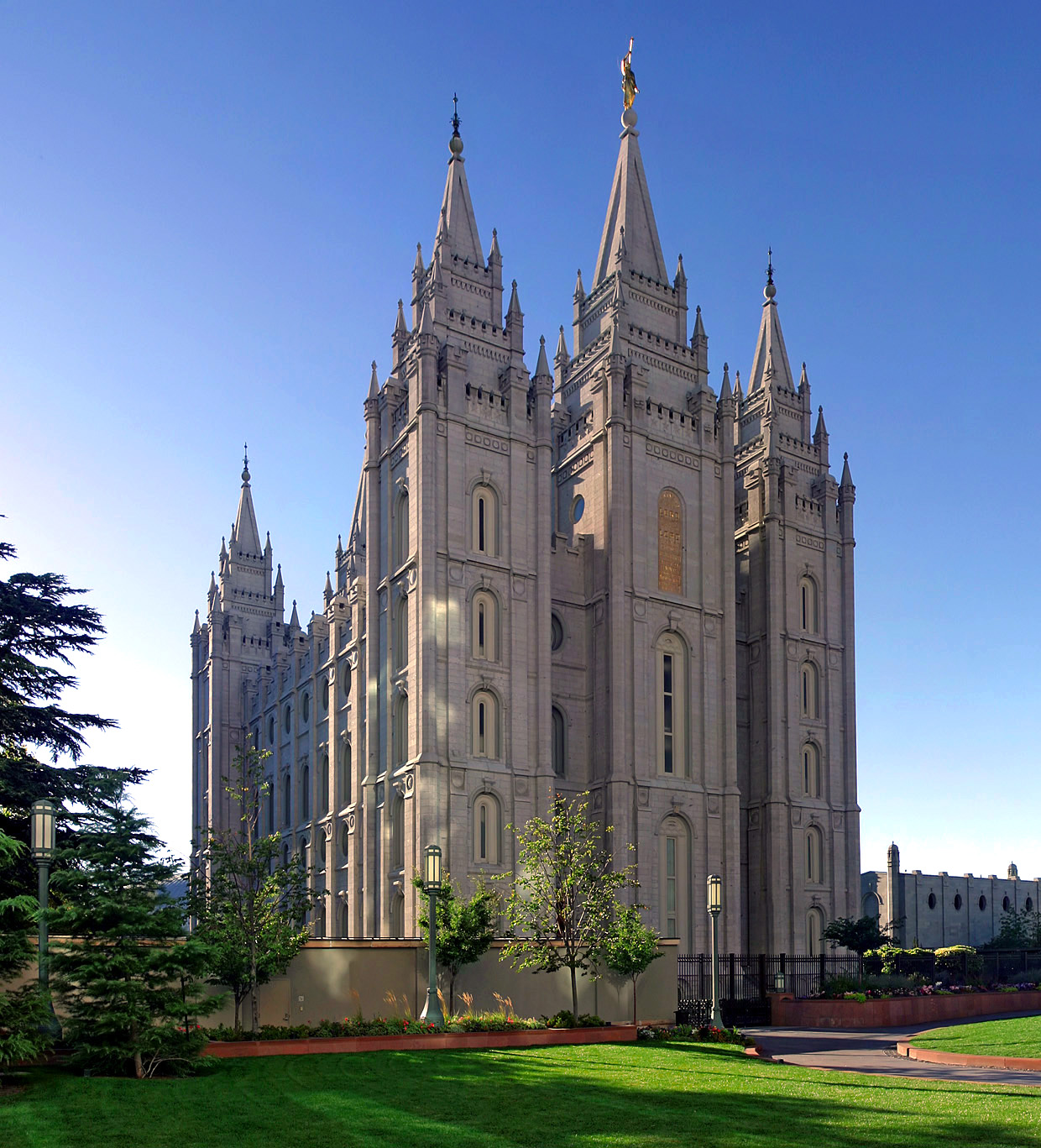
معبد کلیسای مورمون‌ها در شهرسالت‌لیک‌سیتی

مورمون‌ها با تلفظ صحیح انگلیسی مُرْمِنْ گروه مذهبی و فرهنگی مرتبط با شاخهٔ اصلی جنبش قدیسان آخرالزمان مسیحیت احیاگر هستند که با جوزف اسمیت در بالاایالت نیویورک در دههٔ ۱۸۲۰ شروع شد.
مورمون‌ها آیین خود را «جنبشی احیاگر» می‌دانند و بر این باورند که تعالیم، آداب و رسوم و سازمان کلیسا که بر اثر نافرمانی بشر در قرون اولیه میلادی به ورطهٔ نابودی سپرده شده بود، از طریق وحی الهی به جوزف اسمیت احیا شده‌است.
امروز بیشتر مورمون‌ها عضو کلیسای عیسی مسیح قدیسان آخرالزمان هستند. بعضی از مورمون‌ها نیز یا مستقلند یا مقید نیستند. مرکز اثرگذاری فرهنگی مورمون‌ها در یوتا است، و آمریکای شمالی بیش از هر قارهٔ دیگری مورمون دارد.
مورمون‌ها دچار حس قوی تعلق به جماعت شان شده‌اند که ریشه در آموزه‌ها و تاریخ شان دارد. طی قرن بیستم، نوکیشان مورمون گرایش داشتند گرد یک نقطه جغرافیایی جمع شوند و بین سال‌های ۱۸۵۲ تا ۱۸۹۰ اقلیتی از مورمون‌ها آشکارا چندهمسری می‌کردند. مورمون‌ها زمان و منابع بسیاری را وقف خدمت در کلیسایشان می‌کنند و بسیاری از جوانان مورمون داوطلبانه مدتی را به‌طور تمام وقت به در تلاش برای گرواندن دیگران به میسیونری می‌پردازند. مورمون‌ها احکام سلامتی دارند که استفاده از نوشیدنی‌های الکلی، چای، تنباکو، قهوه و دیگر مواد اعتیادآور را نهی می‌کند. آنان بسیار خانواده محورند و بین نسل‌ها و فامیل دور خود ارتباطاتی قوی دارند، که بازتابی از اعتقاد آن‌ها به این است که خانواده را می‌توان پس از مرگ حفظ کرد. مورمون‌ها همچنین قانون سرسختی در خصوص عفت دارند، و خودداری از روابط جنسی بیرون از ازدواج با جنس مخالف و وفاداری در ازدواج را لازم می‌دارند.
مورمون‌ها خود را مسیحی می‌دانند،گرچه برخی نامورمون‌ها آنان را مسیحی نمی‌دانند و بر این باورند که آنان مسیحی نیستند و بدعت گذارانی منحرف هستند و برخی از باورهای آنان با جریان اصلی مسیحیت متفاوت است. مورمون‌ها به کتاب مقدس، و نیز کتاب‌های مقدس دیگری چون کتاب مورمون اعتقاد دارند. آنان دیدگاه بی‌همتایی در خصوص کیهان‌شناسی دارند و معتقدند همهٔ مردم فرزندان روحانی خدا هستند. مورمون‌ها معقتدند بازگشت به خدا نیازمند پیروی از نمونه‌هایی چون عیسی و پذیرفتن کفاره او از طریق مناسکی چون غسل تعمید است. آنان معتقدند کلیسای مسیح به وسیلهٔ جوزف اسمیت بازگردانده شده و توسط پیغمبران و رسولان زنده هدایت می‌شود. این که خدا با فرزندانش سخن می‌گوید و به دعاهایشان پاسخ می‌گوید، در ایمان مورمون محوری است.
جمعیت مورمون‌ها به دلیل نرخ بالای زاد و ولد و گرویدن در دهه‌های اخیر به میزان شایان توجهی رشد کرده‌است و از ۳ میلیون نفر در سال ۱۹۷۰ بنا به تخمین در سال ۲۰۱۷، به ۱۵٬۸۸۲٬۴۱۷ نفر در سطح جهان رسیده‌است.

## کلیسای عیسی مسیح قدیسان آخرالزمان
کلیسای بنیادگرای عیسی مسیح قدیسان آخرالزمان یکی از بزرگترین فرقه‌های مسیحیان مورمن در آمریکاست در سال ۱۸۹۰ و پس از آن که قوانین آمریکا برای چندهمسرگزینی سختگیرانه‌تر شد از کلیسای جامع مورمن‌ها منشعب شد. گمان می‌رود که این فرقه از مسیحیان مورمن حدود ۱۰ هزار پیرو داشته باشد. اعضای این فرقه چندهمسری را برای به حداکثر رساندن ثواب و پاداش بعد از معاد، ضروری می‌دانند.
در سال ۲۰۱۱ رهبر این فرقه، وارن جفز، به اتهام به عقد درآوردن دو دختربچه دادگاهی و به تحمل حبس ابد محکوم شد. برادر او لایال جفز، رهبر کنونی این کلیسا نیز به سوء استفاده از برنامه کمک غذایی دولت در ایالت یوتا و پولشویی متهم است. او پس از حدود یک سال که از حصر خانگی فرار کرده بود در ۱۵ ژوئن ۲۰۱۷ بازداشت شد.

## تاریخچه
در سال ۱۸۲۳ میلادی، جوزف اسمیت که در آن زمان هیجده سال داشت، مدعی شد که الواحی پنهانی ملقب به «الواح زرین» را یافته که تاریخ گروهی از قوم بنی اسرائیل را بازمی‌گوید که در عهد عتیق از ارض اقدس به آمریکای شمالی مهاجرت کردند. بنا به این روایت، تفرقه و نافرمانی این گروه خشم خدا را برانگیخت و سرانجام بر اثر جنگ‌های داخلی، آن‌ها هلاک شدند. یکی از پیامبران این قوم، موسوم به «مورمون» سرگذشت آن‌ها را نوشت که توسط پسرش «مورونای» پنهان شد. جوزف اسمیت این الواح را به کمک ابزار خاصی از جمله عینک مخصوصی که هم‌راه آن الواح زرین یافت، ترجمه و در سال ۱۸۳۰ تحت عنوان «کتاب مورمون» منتشر کرد.